# FC Eindhoven
Az FC Eindhoven egy holland labdarúgócsapat, melynek székhelye az észak-barbanti Eindhovenben van. Jelenleg a holland másodosztályban játszanak. A csapat a PSV Eindhoven mellett a város második profi labdarúgó klubja.
Az FC Eindhoven hazai mérkőzéseit a város déli részén álló Jan Louwers Stadionban játssza. A klub hivatalos színei a kék és a fehér, ezért becenevük a kék-fehérek (Blauw-Witten) lett.

## Története
A csapatot 1909. november 16-án EVV Eindhoven néven alapították meg. Több úriember is úgy látta, hogy a város északi felén, Randstadban alapított csoport egyre növekszik, és Eindhovenben egy újabb csapatra volt szükség. Elhatározták, hogy új csapatot hozna létre, melynek a neve E.V.V. lesz, mely nem más, mint a Eindhovense Voetbal Vereniging rövidítése. A csapat színei a kék és a fehér lettek. A kék a város akkori címerpajzsának a színéből eredt. Az E.V.V. egy regionális ligában, a Brabantse Voetbalbondban kezdett játszani, de pár éven belül bejutottak az NVB-b, az ország nemzeti bajnokságába. 1921-ben az E.V.V. összeolvadt a Gestel helyi csapattal, nevét pedig E.V.V. Eindhovenre változtatta. Az első jelentősebb sikere a csapatnak a »30-as évekből származik, mikor megszerezte a KNVB Bekert, a Holland Kupát. 1939-ben az E.V.V. Eindhoven megnyerte a Déli Régió 1. Osztályát, így négy másik csapattal játszott a holland bajnoki címért. Ezek a következők voltak: a DWS, a N.E.C., az Ajax és az Achilles 1894. Végül a 4. helyen végeztek.
1950-ben Noud van Melis lett a csapat első, válogatott játékosa. Őt később Frans Tebak és Dick Snoek követte. 1954-ben az Eindhoven lett az utolsó bajnok a professzionális liga bevezetése előtt. Az 1954-es professzionálissá válása után a klub az Eredivisieben játszott, egészen 1957-ig. Ekkor az Eindhoven visszaesett az Eerste Divisiebe. 1969-ben még innét is kiestek, és átkerültek a Tweede Divisiebe. Ké évvel később visszakerült az Eerste Divisiebe, majd 1975-ben helyet szerzett magának az Eredivisie csapatai között is. 1977-ben az Eindhoven visszacsúszott a másodosztályba, és jelenleg is ott játszik. 1997-ben az E.V.V. Eindhoven elhagyta a professzionális környezetet, és azóta ismét amatőr csapatként játszik. SBV Eindhoven (Stichting Betaald Voetbal Eindhoven) néven új csapatot alapítottak, majd 2002-ben FC Eindhovenre változtatták a nevet.
A 2009-2010-es szezonban az FC Eindhoven eljutott addig, hogy játszhatott a felkerülésért. Az első körben az AGOVV Apeldoorn ellen 4-2-es összesített gólaránnyal nyertek, így mehettek a következő körre. Itt a Willem II-vel sorsolták őket össze, akiktől szorosan, 3-2 arányban kikaptak. 2011/2012-ben az FC Eindhoven annak ellenére zárt a 3. helyen, hogy Ernest Faber vezető elhagyta a csapatot, hogy a PSV-nél Dick Advocaat segédje lehessen.
Erwin Koeman, a 2012 nyarán távozott Ernest Faber utódja 2012 nyarán szintén otthagyta a klubot, akit John Lammers váltott. Vezetésével a csapat a 2012-2013-as szezont a 16. helyen fejezte be, és utánuk már csak egy csapat volt azokat leszámítva, akik csőd miatt nem tudták befejezni az idényt, és így nulla ponttal zártak. 2013–2014-ben a klub nagyot lépett előre, és a megszerzett 6. hellyel elérték, hogy játszhattak a feljutásért. Itt a Sparta Rotterdammal találták magukat szemben, akiktől összesített 3-1-es gólaránnyal kikaptak.

### Rivalizálás
Az FC Eindhoven legnagyobb riválisa a szomszédos PSV Eindhoven, akik ellen rendszeresen megvívják a Lichtstad Derbyt ('A Fény Városa Derbit'). A klubok 1976 óta nem találkoztak ligameccsen. Az FC Eindhoven 1930 és 1955 között nagyobb, jelentősebb csapat volt, mint a PSV. Akkoriban a PSV a Phillips munkásainak csapata volt, és sokan a kiváltságosok klubjának tartották, míg az FC Eindhovent a nép csapatának tekintették. 2004-ben az FC Eindhoven együttműködési megállapodást írt alá a szomszédos PSV Eindhovennel, melynek keretében fiatal játékosok mindkét klubban kaphattak pályára lépési lehetőséget.
Manapság a Helmond Sport a legnagyobb rivális. A két csapat nagyjából 15 km-re van egymástól, és ugyanabban a ligában játszanak.

## Továbbjutások
- Eredivisie
  - Győzelem: 1954
- Holland labdarúgókupa
  - Győzelem: 1937
- Feljutás az Eredivisiebe
  - Feljutott: 1975
- Feljutás az Eerste Divisiebe
  - Feljutás: 1971